# Temporada 1960-61 de los New York Knicks
La temporada 1960-61 fue la decimoquinta de los New York Knicks en la NBA. La temporada regular acabó con 21 victorias y 58 derrotas, ocupando el último puesto de la división, no logrando clasificarse para los playoffs por segundo año consecutivo.

## Elecciones en elDraft
| Ronda | Puesto | Jugador        | Posición | Nacionalidad   | Universidad        |
| ----- | ------ | -------------- | -------- | -------------- | ------------------ |
| 1     | 3      | Darrall Imhoff | Pívot    | Estados Unidos | California         |
| 2     | 10     | Dave Budd      | Alero    | Estados Unidos | Wake Forest        |
| 2     | 11     | Kelly Coleman  | Base     | Estados Unidos | Kentucky Wesleyan* |
| 3     | 19     | Bob McNeill    | Base     | Estados Unidos | Saint Joseph's     |

## Temporada regular
| División Este           | División Este | División Este | División Este | División Este | División Este | División Este | División Este | División Este |
| Equipo                  | G             | P             | %             | PD            | Casa          | Fuera         | Neutral       | Div           |
| ----------------------- | ------------- | ------------- | ------------- | ------------- | ------------- | ------------- | ------------- | ------------- |
| x-Boston Celtics        | 57            | 22            | .722          | –             | 21–7          | 24–11         | 12–4          | 28–11         |
| x-Philadelphia Warriors | 46            | 33            | .582          | 11            | 23–6          | 12–21         | 11–6          | 22–17         |
| x-Syracuse Nationals    | 38            | 41            | .481          | 19            | 19–9          | 8–21          | 11–11         | 18–21         |
| New York Knicks         | 21            | 58            | .266          | 36            | 10–22         | 7–25          | 4–11          | 10–29         |

## Estadísticas
| Rk | Jugador        | Edad | P  | PT | MP   | TC  | TCI  | %TC  | 3P | 3PI | %3P | TL  | TLI | %TL  | RO | RD | RT   | AS  | RB | TAP | BP | FP  | PTS  |
| 1  | Willie Naulls  | 26   | 79 |    | 37.7 | 9.3 | 21.8 | .428 |    |     |     | 4.7 | 5.8 | .816 |    |    | 13.4 | 2.4 |    |     |    | 3.4 | 23.4 |
| 2  | Richie Guerin  | 28   | 79 |    | 38.3 | 7.7 | 19.6 | .396 |    |     |     | 6.3 | 7.9 | .792 |    |    | 7.9  | 6.4 |    |     |    | 3.9 | 21.8 |
| 3  | Dick Garmaker  | 28   | 71 |    | 31.5 | 5.8 | 13.3 | .440 |    |     |     | 3.9 | 5.0 | .768 |    |    | 3.9  | 3.1 |    |     |    | 3.4 | 15.6 |
| 4  | Kenny Sears    | 27   | 52 |    | 26.8 | 4.6 | 10.9 | .424 |    |     |     | 5.2 | 6.3 | .825 |    |    | 5.6  | 2.0 |    |     |    | 3.2 | 14.4 |
| 5  | Phil Jordon    | 27   | 31 |    | 29.8 | 5.1 | 13.6 | .374 |    |     |     | 2.9 | 4.1 | .701 |    |    | 8.1  | 2.4 |    |     |    | 4.0 | 13.1 |
| 6  | Johnny Green   | 27   | 78 |    | 22.9 | 4.2 | 9.7  | .430 |    |     |     | 1.9 | 3.6 | .522 |    |    | 10.7 | 1.2 |    |     |    | 2.5 | 10.2 |
| 7  | Charlie Tyra   | 25   | 59 |    | 23.8 | 3.4 | 9.3  | .362 |    |     |     | 2.0 | 2.9 | .694 |    |    | 6.7  | 1.4 |    |     |    | 2.8 | 8.8  |
| 8  | Dave Budd      | 22   | 61 |    | 17.6 | 2.6 | 5.9  | .432 |    |     |     | 1.4 | 2.2 | .649 |    |    | 4.9  | 0.7 |    |     |    | 2.8 | 6.5  |
| 9  | Bob McNeill    | 22   | 75 |    | 18.5 | 2.2 | 5.7  | .389 |    |     |     | 1.4 | 1.7 | .833 |    |    | 1.6  | 3.2 |    |     |    | 2.0 | 5.8  |
| 10 | Phil Rollins   | 27   | 40 |    | 16.5 | 2.3 | 6.0  | .373 |    |     |     | 1.3 | 1.9 | .688 |    |    | 2.1  | 2.5 |    |     |    | 2.4 | 5.8  |
| 11 | Carl Braun     | 33   | 15 |    | 14.5 | 2.5 | 5.3  | .468 |    |     |     | 0.7 | 0.9 | .786 |    |    | 2.1  | 3.2 |    |     |    | 1.9 | 5.7  |
| 12 | Jim Palmer     | 27   | 55 |    | 12.5 | 2.3 | 5.6  | .403 |    |     |     | 0.8 | 1.2 | .677 |    |    | 3.3  | 0.5 |    |     |    | 2.3 | 5.3  |
| 13 | Jack George    | 32   | 16 |    | 16.8 | 1.9 | 5.8  | .333 |    |     |     | 1.3 | 1.9 | .667 |    |    | 2.0  | 2.4 |    |     |    | 2.3 | 5.1  |
| 14 | Darrall Imhoff | 22   | 62 |    | 16.0 | 2.0 | 5.0  | .394 |    |     |     | 0.8 | 1.5 | .510 |    |    | 4.8  | 0.8 |    |     |    | 2.3 | 4.7  |
| 15 | Whitey Bell    | 28   | 5  |    | 9.0  | 1.4 | 3.6  | .389 |    |     |     | 0.2 | 0.6 | .333 |    |    | 1.4  | 0.2 |    |     |    | 1.4 | 3.0  |
| 16 | Mike Farmer    | 24   | 2  |    | 3.0  | 0.0 | 0.5  | .000 |    |     |     | 0.0 | 0.0 |      |    |    | 1.0  | 0.0 |    |     |    | 1.0 | 0.0  |